# Poukai
Na mitologia maori, o Pouakai ou poukai é uma ave monstruosa. Em algumas das lendas, o Pouakai mata e come humanos. O mito pode se referir à real, mas já extinta águia de Haast: uma ave de enorme tamanho e força, que provavelmente caçava as moas e que pode ter tido a capacidade de matar seres humanos.